# Arboleda
Pour les articles homonymes, voir Arboleda (homonymie).
Arboleda est une municipalité située dans le département de Nariño en Colombie. Son chef-lieu est la localité de Berruecos.
Les activités économiques principales y sont l'agriculture et l'élevage. 

## Histoire
La signification de Berruecos est : lieu rempli de rochers. On connait ce nom depuis le XVIIe siècle, car c’était un lieu de passage obligé pour les caravanes qui se rendaient de Popayán à Pasto et inversement.
Dès le début du XVIIe siècle, le nom de Berruecos est mentionné dans notre histoire des Amériques. L’actuelle ville de Berruecos a été fondée par le père Jaime Montero le 25 novembre 1859 selon l’acte notarié de sa fondation et elle est située au point central des deux anciennes villes aujourd’hui disparues : la première située vers l’ouest est célèbre parce que le général Antonio Nariño a pris ses quartiers dans sa chapelle en 1814 mais ses habitants l’ont abandonnée car ils considéraient qu’elle avait été profanée par cet « hérétique » (un des adjectifs méprisants dont les royalistes qualifiaient le général Antonio Nariño ; la seconde appelée Pueblo Viejo a disparu, dévastée par les flammes pendant les guerres ; c’est là qu’a été signée la capitulation de Pasto le 6 juin 1822.
Le district de Berruecos faisait partie de l’ancienne province de Juanambú (es), formée par les districts de La Unión, Albán, San Lorenzo, El Tablón et Taminango. La date de création de cette province est le 15 juin 1905.